# Halafta
Rabbi Halafta (in ebraico רבי חלפתא ‎?) (Zippori, II secolo – ...) è stato un rabbino ebreo antico, saggio Tanna della 3ª generazione (110 – 135 e.v.) che visse a Zippori in Galilea e fu padre di Jose ben Halafta, del quale fu anche uno degli insegnanti. Uno dei figli di Jose venne chiamato Halafta, ma morì giovane..